# Желязко Колев
Желязко Колев Колев е български офицер, генерал-майор и политик от БКП.

## Биография
Роден е на 6 юни 1917 г. в Първомай. Член е на РМС от 1932 г. и на БКП от 1937 г. Става секретар на Районния комитет на РМС в Първомай. Между 1938 и 1941 г. е секретар на Районния комитет на РМС в Подуяне, София, както и инструктор при Военната комисия на ЦК на БКП.
Арестуван и 3 пъти осъждан на затвор. Избягва и става партизанин в чета „Бачо Киро“ на бригада „Чавдар“.
След 9 септември 1944 г. влиза в МВР. Началник на Дирекцията на народната милиция. В периода 14 април 1958 – 8 май 1962 г. е председател на Българския съюз за физкултура и спорт. От 7 април 1961 г. е заместник-председател на Българския олимпийски комитет.
От 1962 до 1980 г. е заместник-завеждащ отдел „Административен“ при ЦК на БКП. В периода 1981 – 1986 г. е началник на отдел „Постоянни комисии“ в Държавния съвет на НРБ. От 1971 до 1976 г. е член на Централната контролно-ревизионна комисия на ЦК на БКП, а от 1976 до 1990 г. е кандидат-член на ЦК на БКП.
Членува в Централния съвет на Съюза на юристите в България. Защитава докторска дисертация по право и работи като професор по теория на държавата и правото.
Бил е председател на Българската волейболна федерация. Спомага за разпространяването и развитието на волейбола като спорт в България. Носител на орден „Георги Димитров“ (юни 1977) и орден „Народна република България“ I степен.
Починал на 20 декември 1999 г.в София

## Книги
- Подуянска младост, Изд. Народна младеж, 1969
- По хайдушките пътеки. Партизански спомени, Партиздат, 1975
- Моят партизански дневник в чета „Бачо Киро“, Изд. на ОФ, 1979